# 真岡站

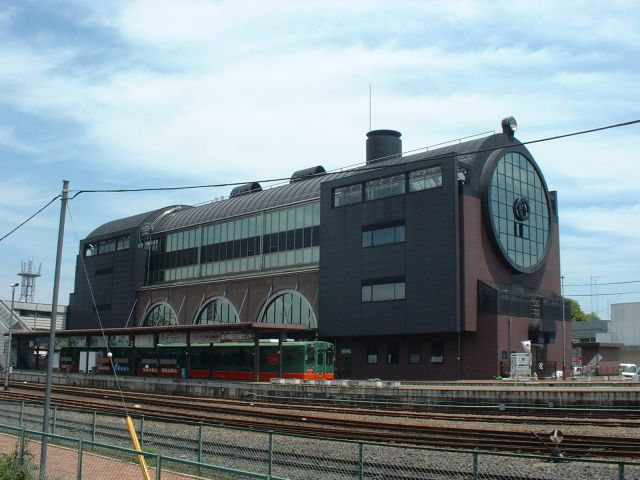
車站大樓（西出口，2005年5月19日）

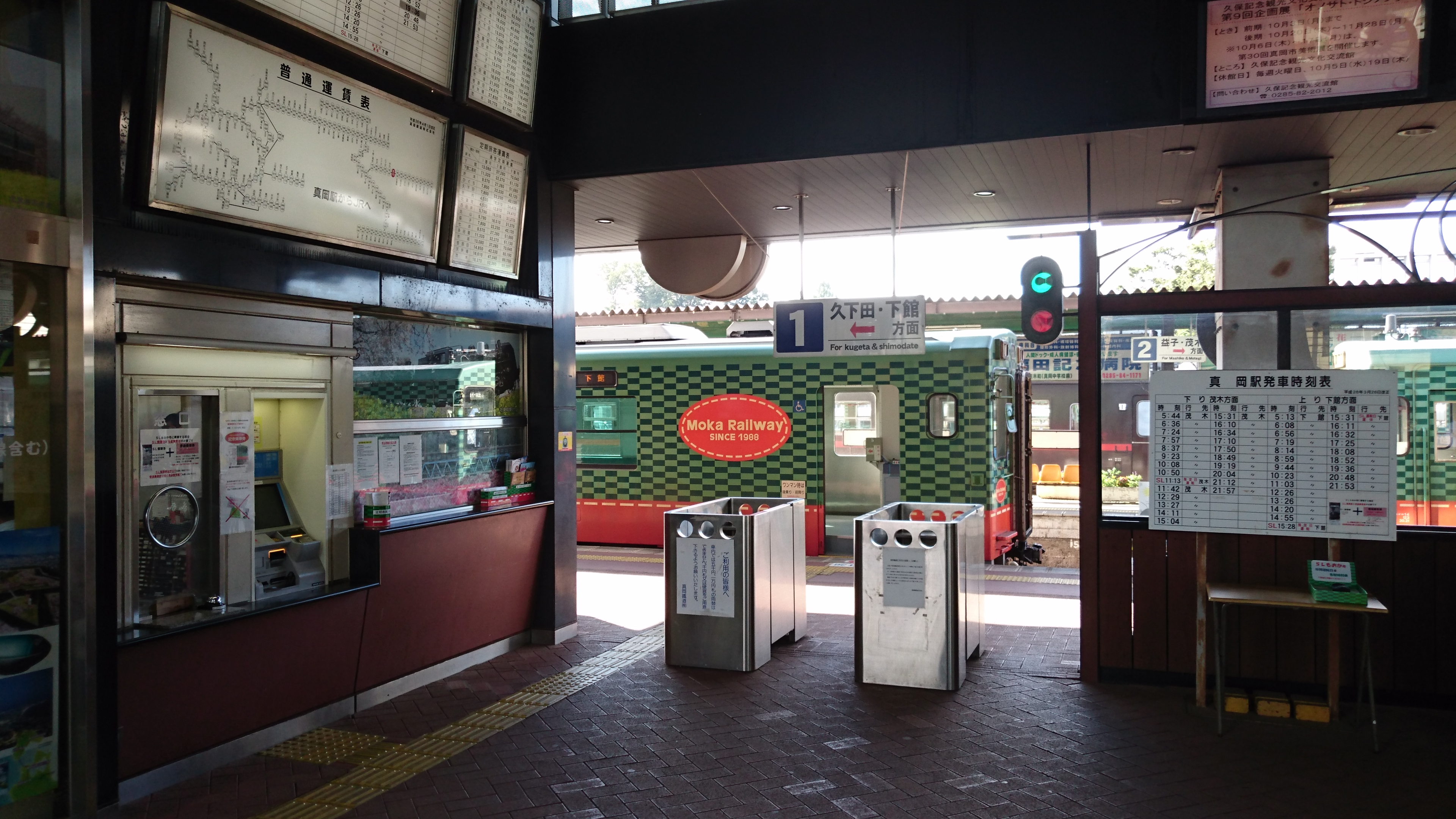
檢票口（2016年10月）

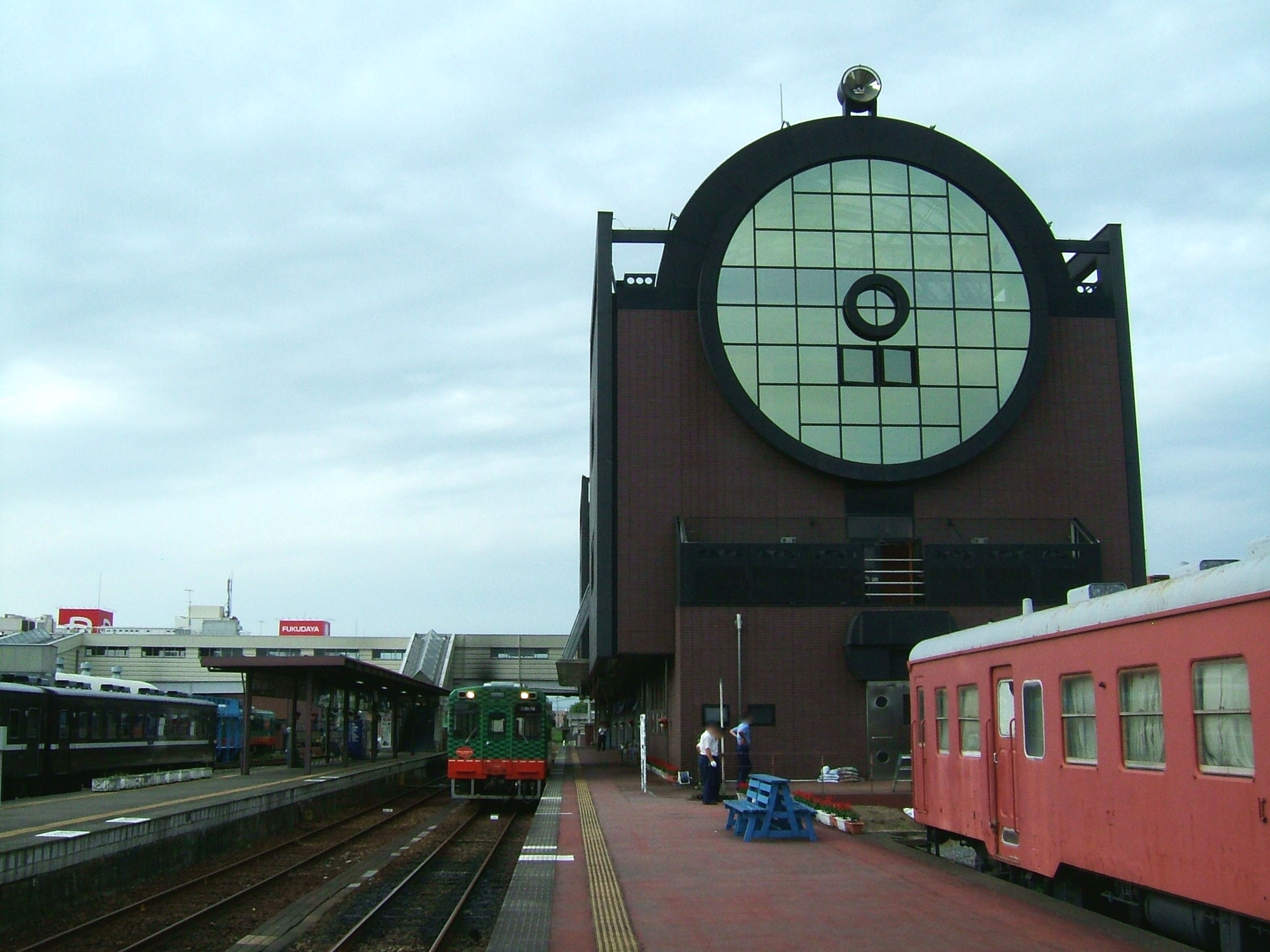
月台

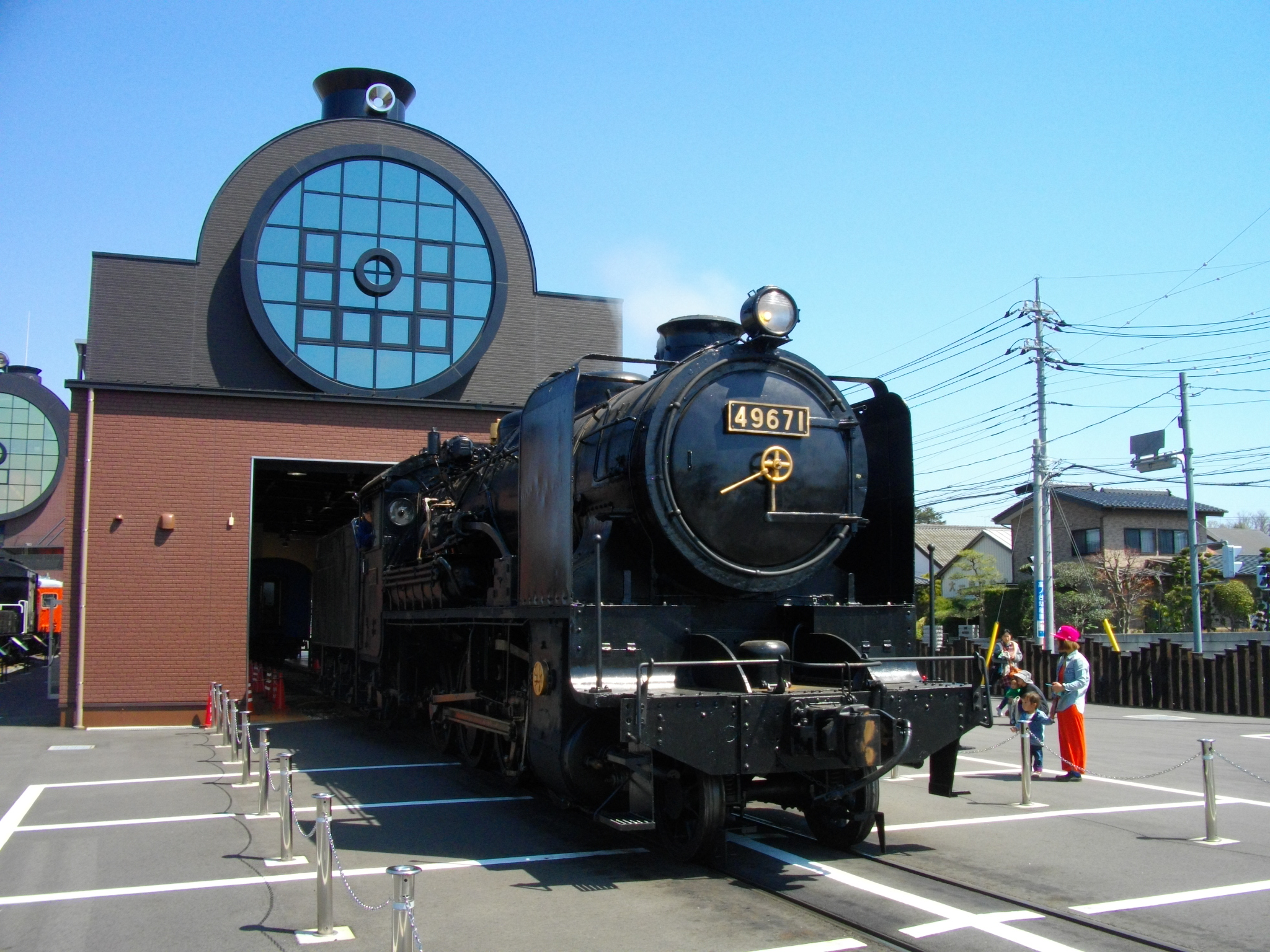
SL九六館和9600形49671號機

真岡站（日语：／ Mōka eki */?）是位於栃木縣真岡市台町2474番1號，真岡鐵道的真岡線車站。此站同時設有真岡鐵道總部和車廠。為「SL真岡」停車站。在1997年，以蒸氣機車（SL）作為主題的車站大樓落成啟用。此站被選為關東車站百選車站之一。

## 歷史
1912年（明治45年）4月1日，下館至真岡之間的官設鐵道真岡輕便線開通，此站啟用。翌年1913年（大正2年）7月11日，真岡輕便線真岡站至七井站之間開通。
在1987年（昭和62年）4月1日，國鐵在分割民營化下，成為了東日本旅客鐵道（JR東日本）車站。翌年1988年（昭和63年）4月11日，JR東日本真岡線由第三部門真岡鐵道接管。同時，真岡站的日文讀法由「もうか」變為「もおか」。
在1996年（平成8年）3月22日，車站內設置了轉車盤。翌年1997年（平成9年）3月30日，以蒸氣機車為外型的車站大樓落成，並開始使用。同年被選為關東車站百選。
在2013年（平成25年）4月28日，SL九六館開幕。

## 車站構造
此站是地面車站，設有2面3線的月台。在下館一方設有1線缺欠式月台（舊貨物月台）1線。現時車站大樓於1997年3月竣工。
此站設有檢票口，但是在「SL真岡」以外的營業列車中，均於車內收取車費和車票。東出口和西出口之間設有行人天橋連接（東西自由通道，可讓單車通過）。該自由通道同時為跨線橋，可前往檢票口和月台。
在站內設有車廠舊·日本國有鐵道（國鐵）時代，該車廠是屬於水戶機關區真岡分區。在1970年，車廠內設有KiHa17 7輛、KiHa11 5輛和KiHa25 6卡。另外，水戶機關區的DD13形（1969年2月前為C12形）夜間停泊。
在缺欠式月台（前貨物月台）上停泊了DE10 1014。曾經停泊了KiHa20形，在後述SL九六館開幕後，該月台成為了展示用路軌。
真岡市中，截至2012年在井頭公園中展示的9600形49671號機遷移至真岡站西出口，把該已退役的車輛中，把外觀進行整理。計劃於真岡站建造一個關於蒸氣機車的博物館。在2012年7月9日，展示車輛SuHaFu44 25遷移至車站內。在2013年4月28日，SL九六館開幕。

### 東出口
- 真岡市資訊中心 - 車站大樓位於3樓。該處設有為真岡市民而設的電腦（免費使用），並已經連駁寬頻個連接互聯網。
- 真岡鐵道旅行中心
- 真岡警署（日语：真岡警察署）真岡駅前派出所

### 西口
- 公廁

## 使用狀況
以下為近年乘車人次變化。此站是在真岡鐵道中最多人使用的車站。
| 乘車人員變化 | 乘車人員變化 |
| 年度         | 1日平均人次  |
| ------------ | ------------ |
| 2007         | 620          |
| 2008         | 589          |
| 2009         | 515          |
| 2010         | 527          |
| 2011         | 499          |
| 2012         | 516          |
| 2013         | 504          |
| 2014         | 450          |
| 2015         | 491          |
| 2016         | 464          |
| 2017         | 442          |
| 2018         | 482          |

## 車站周邊

### 東出口
- 巴士站（後述）
  - 「台町」巴士站
- 單車停泊處
- 潮田的士的士站
- 芳賀通運（日语：芳賀通運）的士營業所
- 一般車用收費停車場
- 守鐵社 - 為了建設真岡線，熊野權現、稻荷明神和八幡宮三座祠廟需要拆毀，守鐵社是一座替代祠廟，於1923年建設。而祠廟內守護了鐵道而命名。祠廟位於站前廣場上。
- 栃木縣道140號真岡停車場線（日语：栃木県道140号真岡停車場線）
- 真岡有線電視（日语：真岡ケーブルテレビ）

### 西出口
- 的士站
- 芳南的士營業所
- 一般車用收費停車場
- 真岡郵局（日语：真岡郵便局）
- 真岡信用組合（日语：真岡信用組合）
- 栃木縣立真岡高等學校（日语：栃木県立真岡高等学校）
- 關石（日语：カンセキ） 真岡店
- 霞（日语：カスミ） 真岡店

### 車站附近
- 栃木縣立真岡高等學校（日语：栃木県立真岡高等学校）
- 栃木縣立真岡女子高等學校（日语：栃木県立真岡女子高等学校）
- 栃木縣立真岡工業高等學校（日语：栃木県立真岡工業高等学校）
- 福田紀念醫院
- 真岡市政廳
- 栃木縣芳賀廳舍
- 真岡荒町郵局
- THE·BIG（日语：ザ・ビッグ） Extra 真岡店
- 關東自動車（日语：関東自動車 (栃木県)） 真岡車廠
- 國道294號（日语：国道294号）
- 宇都宮地方·家庭裁判所真岡分部、真岡簡易裁判所
- 宇都宮地檢真岡分部、真岡區檢
- 宇都宮地方法務局真岡分局

## 巴士路線

### 「台町」巴士站
| 乘車處 | 系統          | 主要途經                                       | 目的地     | 巴士公司   | 備註    |
| ------ | ------------- | ---------------------------------------------- | ---------- | ---------- | ------- |
| 台町   | 石橋 - 真岡線 | 市政廳前                                       | 真岡車廠   | 關東自動車 |         |
| 台町   |               | 真岡市政廳前                                   | 真岡營業所 | 關東自動車 |         |
| 台町   |               | 芳賀日赤醫院前、真岡市政廳前                   | 真岡營業所 | 關東自動車 |         |
| 台町   |               | 真岡工業高校前、石法寺、JR宇都宮站、宇都宮東武 | 西原車廠   | 關東自動車 |         |
| 台町   |               | 龜山中央、石法寺、JR宇都宮站                   | 宇都宮東武 | 關東自動車 | 早上1班 |

### 東出口
| 乘車處   | 系統          | 主要途經                         | 目的地     | 巴士公司   | 備註 |
| -------- | ------------- | -------------------------------- | ---------- | ---------- | ---- |
| 真岡站前 |               | 真岡市政廳前                     | 真岡營業所 | 關東自動車 |      |
| 真岡站前 |               | 保健所前、橋場、JR宇都宮站       | 宇都宮東武 | 關東自動車 |      |
| 真岡站前 | 石橋 - 真岡線 | 高勢町入口、上大沼、上三川車廠前 | 石橋站     | 關東自動車 |      |

- 真岡市社區巴士（日语：真岡市コミュニティバス）（草莓巴士） - 巴士站名稱「真岡站東出口」
  - 右回 北真岡站、芳賀紅十字醫院（日语：芳賀赤十字病院）、真岡市政廳方向
  - 左回 真岡站西出口、熊倉公園、高勢町方向

### 西出口
- 真岡市社區巴士（草莓巴士） - 巴士站名稱「真岡站西出口」
  - 右回 真岡站東出口方向
  - 左回 熊倉公園、高勢町、八木岡方向

### 已取消路線
- 在2002年12月至2006年3月之間曾經設有前往京都、大阪的夜行高速巴士七葉樹號（日语：とちの木号）從此站出發。由關東自動車和近鐵巴士（日语：近鉄バス）聯營。
- 在2012年至2019年之間設有苦莓號（日语：コットベリー号），後來重組為真岡市社區巴士（日语：真岡市コミュニティバス）（草莓巴士）。

## 相鄰車站
真岡鐵道
真岡線
寺內－真岡－北真岡

## 注腳

## 外部連結
- 真岡站 （页面存档备份，存于）（日語） - 真岡鐵道官方網站
- SL九六館 （页面存档备份，存于）（日語） - 官方網站